# Flugplatz Leer-Papenburg

i7
i11
i13
Der Flugplatz Leer-Papenburg (ICAO-Code: EDWF)  ist ein Verkehrslandeplatz in Ostfriesland mit überregionaler Bedeutung nahe Leer.

## Lage
Der Flugplatz liegt im Leeraner Stadtteil Nüttermoor in der Nähe der Bundesautobahn 31 an der Ausfahrt Leer-Nord, mit dem ca. 4,5 km entfernten Stadtzentrum von Leer ist der Flugplatz durch die Bundesstraße 70 verbunden. In knapp ein Kilometer Entfernung steht der 160 Meter hohe Fernmeldeturm Nüttermoor. Bis zur Stadt Emden sind es rund 27 km.

## Fluggesellschaften, Ziele und Zulassung
Der Flugplatz ist für alle Helikopter bis 5700 Kilogramm, Motorsegler, Ultraleicht- und Segelflugzeuge und andere Flugzeuge bis 10.000 Kilogramm zugelassen. Er wird für den nationalen und internationalen Charter- und Werkflugverkehr von kleineren Jets und Propellerflugzeugen (zum Beispiel Beechcraft King Air) genutzt.
Im Taxiflugverkehr besitzt der Flugplatz eine große Bedeutung. Von ihm aus werden alle ostfriesischen Inseln in 15 bis 30 Minuten erreicht. Rundflüge über Ostfriesland und das Emsland können hier gebucht werden.
Mit fast 2500 Starts im Jahr gehört Leer-Papenburg zu den in Deutschland am häufigsten angeflogenen Flugplätzen im Werkverkehr, Grund hierfür sind die Werft- und Automobilindustrie in der Region.

## Betreiber
Der Flugplatz wird von der Flugplatz Leer-Papenburg GmbH betrieben, Gesellschafter sind die Landkreise Leer und Emsland, die Städte Leer und Papenburg, die Sparkasse LeerWittmund sowie weitere Unternehmen aus der Region.

## Infrastruktur
Im Jahr 2002 wurde die Start- und Landebahn des Flugplatzes Leer auf 1200 Meter verlängert und erhielt eine Start-/Landebahnbefeuerung. Es stehen zwei Taxiways, sechs Hangars sowie eine Betankungsanlage zur Verfügung. Außerdem befindet sich auf dem Gelände ein Flugplatz-Restaurant.